# Коруд
Коруд — река в России, протекает по Суоярвскому и (небольшой участок вблизи устья) Пряжинскому районам Карелии.
Пересекает железную дорогу Петрозаводск — Суоярви и шоссе Петрозаводск — Суоярви. Устье реки находится в 125 км по левому берегу реки Шуя. Длина реки составляет 13 км.

## Данные водного реестра
По данным государственного водного реестра России относится к Балтийскому бассейновому округу, водохозяйственный участок реки — Шуя, речной подбассейн реки — Свирь (включая реки бассейна Онежского озера). Относится к речному бассейну реки Нева (включая бассейны рек Онежского и Ладожского озера).
Код объекта в государственном водном реестре — 01040100112102000014400.